# Лісностінківська сільська рада
Лісності́нківська сільська́ ра́да — адміністративно-територіальна одиниця та орган місцевого самоврядування в Куп'янському районі Харківської області. Адміністративний центр — село Лісна Стінка.

## Загальні відомості
- Лісностінківська сільська рада утворена в 1923 році.
- Територія ради: 124,02 км²
- Населення ради: 1 089 осіб (станом на 2001 рік)
- Територією ради протікає річка Оскіл.

## Населені пункти
Сільській раді підпорядковані населені пункти:
- с. Лісна Стінка
- с. Біле
- с. Воронцівка
- с. Синиха
- с. Хомине

### Колишні населені пункти
- Вишневий Сад
- Іванівка
- Хрещате

## Склад ради
Рада складалася з 12 депутатів та голови.
- Голова ради: Чашка-Ратушний Микола Володимирович
- Секретар ради: Зінова Олена Миколаївна

### Керівний склад попередніх скликань
| Прізвище, ім'я, по батькові         | Основні відомості                                                         | Дата обрання | Дата звільнення |
| ----------------------------------- | ------------------------------------------------------------------------- | ------------ | --------------- |
| Чопко Семен Федорович               | Сільський голова, 1960 року народження, безпартійний                      | 26.03.2006   | 31.10.2010      |
| Чашка-Ратушний Микола Володимирович | Сільський голова, 1962 року народження, освіта вища, член Партії регіонів | 31.10.2010   |                 |

Примітка: таблиця складена за даними сайту Верховної Ради України

### Депутати
За результатами місцевих виборів 2010 року депутатами ради стали:

#### За суб'єктами висування
| Суб'єкт висування | Кількість обраних депутатів | %   |
| ----------------- | --------------------------- | --- |
| Партія регіонів   | 12                          | 100 |

#### За округами
| № округу        | Прізвище, ім'я, по батькові      | Дата визнання обраним | Освіта  | Партійна приналежність | Відомості про обраного депутата               |
| --------------- | -------------------------------- | --------------------- | ------- | ---------------------- | --------------------------------------------- |
| Партія регіонів |                                  |                       |         |                        |                                               |
| 1               | Рожок Галина Степанівна          | 03.11.2010            | середня | член Партії регіонів   | контролер, куп'янська філія ВАТ «Харківгаз»   |
| 2               | Сухарєва Олена Миколаївна        | 03.11.2010            | середня | член Партії регіонів   | продавець, пП Кучков О. В.                    |
| 3               | Харченко Іван Іванович           | 03.11.2010            | середня | член Партії регіонів   | голова, фГ «ЛАН»                              |
| 4               | Зінова Олена Миколаївна          | 03.11.2010            | середня | член Партії регіонів   | пенсіонер                                     |
| 5               | Федосеєва Галина Олександрівна   | 03.11.2010            | середня | член Партії регіонів   | завідувачка, лісностінківський сільський клуб |
| 6               | Россоха Надія Степанівна         | 03.11.2010            | середня | член Партії регіонів   | секретар, лісностінківська сільська рада      |
| 7               | Літвінов Олександр Олександрович | 03.11.2010            | середня | член Партії регіонів   | тимчасово не працює                           |
| 8               | Хомовський Микола Васильович     | 03.11.2010            | середня | член Партії регіонів   | тимчасово не працює                           |
| 9               | Ляшенко Олена Йосипівна          | 03.11.2010            | середня | член Партії регіонів   | завідувачка, фАБ с. Біле                      |
| 10              | Лісіченко Інна Львівна           | 03.11.2010            | вища    | член Партії регіонів   | тимчасово не працює                           |
| 11              | Степанов Лев Миколайович         | 03.11.2010            | середня | член Партії регіонів   | пенсіонер                                     |
| 12              | Стеблян Юрій Вікторович          | 03.11.2010            | середня | член Партії регіонів   | водій, фГ «Россолової М. Н.»                  |